# World Dressage Masters
Die World Dressage Masters – abgekürzt WDM – war eine seit dem Jahr 2009 ausgetragene internationale Turnierserie im Dressurreiten. Alle Turniere der Serie wurden als CDI 4* oder 5* ausgeschrieben. Hauptsponsoren der Serie waren die VIAN Group sowie Jerich International und die Nürnberger Versicherung. 2017 gingen die Veranstalter bankrott.

## Entwicklung und Etappen der Turnierserie
Mitte Juni 2008 wurde im Rahmen des internationalen Spring- und Dressurreitturniers in Cannes (CSI 5* / CDI 5*) bekanntgegeben, dass ab 2009 eine neue Serie im Dressursport geschaffen würde. Hierfür waren folgende Turniere im Jahr 2009 vorgesehen, die alle als CDI 5* ausgeschrieben wurden: Wellington (Florida), Salzburg, München-Riem und Hickstead. Das Turnier in Salzburg wurde aufgrund von Bauarbeiten auf dem Salzburger Residenzplatz (geplanter Veranstaltungsort) und aufgrund von Finanzierungsproblemen durch das Turnier in Cannes als Etappe der World Dressage Masters ersetzt. Beim Finale 2009/10 in München-Riem wurde bekanntgegeben, dass ab 2010 auch Falsterbo Teil der World Dressage Masters ist.
Im Jahr 2011 wechselte die US-amerikanische Veranstaltung innerhalb des Palm Beach County den Austragungsort, die Etappe in Cannes Mitte Juni beim "Cannes Jumping International" wurde abgesagt. Auch die Preisgeldverteilung wurde im Jahr 2011 zugunsten der Grand Prix Kür geändert. Das Dressurturnier in Hickstead fiel im Jahr 2012 aus, mit Mechelen kam erstmals ein Hallenturnier als Wertungsturnier zur Serie hinzu. Das Turnier in Hickstead findet 2013 wieder statt, ist nun aber nicht mehr Teil der World Dressage Masters, sondern der neuen Dressur-Nationenpreisserie. Anfang 2014 wurde im Palm Beach County kein WDM-Turnier ausgetragen, stattdessen kam das südfranzösische Vidauban hinzu.
Mit dem Jahr 2015 gab es erneut deutliche Änderungen für die Turnierserie: Nachdem der Vertrag mit dem bisherigen Hauptsponsor Axel Johnson Group ausgelaufen war, übernahm die ukrainische VIAN Group die Hauptsponsorschaft der World Dressage Masters. mit dem Verlust des schwedischen Hauptsponsors der WDM trägt auch die Falsterbo Horse Show ab 2015 keine Etappe der World Dressage Masters mehr aus, sondern einen Nationenpreis. Neu hinzu kamen zwei weitere Etappe in der Hallensaison, die im belgischen Lier und einmalig im niederländischen Roosendaal ausgetragen wird. Daneben wurden zwei Förderturniere (WDM promotional show) in den baltischen Staaten ausgerichtet, die jedoch außerhalb des Turnierserie durchgeführt werden.
Das Jahr 2016 brachte erneut deutliche veränderten Turnierkalender: Die deutsche Etappe wurde von München zum eine Woche später stattfindenden Pfingstturnier Wiesbaden verlegt, eine neue Etappe wird beim CHI Genf durchgeführt. Bernadette Brune verzichtete auch eine Durchführung weiterer Turniere auf ihrer Reitanlage in Vidauban, auch im Hinblick auf einen anstehenden Komplettumzug nach Deutschland. Bis auf die Etappe in Mechelen sind alle Wertungsturniere der WDM nur noch als CDI 4* ausgeschrieben.
Somit ergab sich folgender Turnierkalender für die World Dressage Masters im Jahr 2016:
- CDI 4*,  Lier – Anfang März
- CDI 4* PfingstTurnier,  Wiesbaden – Pfingstwochenende
- CDI 4* CHI Genf,  Le Grand-Saconnex bei Genf – Anfang Dezember
- CDI 5* "Vlaanderens Kerstjumping – Jumping Mechelen",  Mechelen – Ende Dezember

Als Ziele der Turnierserie wurden Spitzensport, Medienwirksamkeit und die Internationalisierung des Dressurreitens angestrebt. Jede Etappe der World Dressage Masters war mit 50.000 € (vormals 100.000 €) dotiert. Das Programm umfasste hier folgende Prüfungen:
- Grand Prix, alle Teilnehmer des CDI 5* nehmen an dieser Prüfung teil
- Grand Prix Spécial, B-Finale, findet meist am vorletzten Turniertag statt
- Grand Prix Kür, A-Finale, findet am letzten Turniertag statt

Die Teilnehmer, die den Grand Prix erfolgreich abgeschlossen hatten, konnten entscheiden, ob sie am Grand Prix Spécial oder am Grand Prix Kür teilnehmen wollten. Die Teilnehmerzahl der Grand Prix Kür war auf sechs oder acht Teilnehmer begrenzt, die im Grand Prix zuvorderst platzierten Teilnehmer werden bei der Wahl bevorzugt berücksichtigt.
Bernadette Brune verklagte die Organisatoren, nachdem diese beim CDI 5* Vidauban 2015 keine Preisgelder auszahlten. Auch die VIAN Gruppe erhob Vorwürfe des Betrugs, nachdem von der VIAN Gruppe für den CDI 5* Mechelen 2016 gezahlte Sponsorengelder von den WDM-Organisatoren nicht an den Turnierveranstalter weitergegeben wurden. Im Jahr 2017 kamen keine WDM-Etappen mehr zustande. Die WDM-Veranstalter wurden im Oktober 2017 für bankrott erklärt.

## Gesamtwertung
Ein Jahr nach Bekanntgabe der Turnierserie wurde in Cannes eine neue Partnerschaft bekanntgegeben: Die Nürnberger Versicherung wurde einer der Hauptsponsoren der World Dressage Masters, gleichzeitig wurde eine Gesamtwertung für die World Dressage Masters gestartet. Hierbei war Cannes die erste Station, München war das Finale der World Dressage Masters.
Die Gesamtwertung, die mit 25.000 € dotiert war, errechnete sich anhand der Weltranglistenpunkte, die während der World Dressage Masters-Turniere vergeben wurden. Die Weltranglistenpunkte, die in Grand Prix, Grand Prix Spécial und Grand Prix Kür vergeben wurden, wurden mit dem Faktor 1,5 multipliziert und gingen in die Gesamtwertung ein. Bei Finale wurde abweichend ein Faktor von 2,0 verwandt.
Im Jahr 2014 wurde letztmals eine Gesamtwertung veröffentlicht.

### Gesamtwertungen der bisherigen World Dressage Masters-Saisons (Endergebnisse)
| Saison    | Sieger                                       | Zweitplatzierter                             | Drittplatzierter                             |
| --------- | -------------------------------------------- | -------------------------------------------- | -------------------------------------------- |
| 2009/2010 | Edward Gal 2910 Wertungspunkte               | Adelinde Cornelissen 2550 Wertungspunkte     | Isabell Werth 2190 Wertungspunkte            |
| 2010/2011 | Anja Plönzke 2965,5 Wertungspunkte           | Tinne Vilhelmson Silfvén 2565 Wertungspunkte | Michał Rapcewicz 2160 Wertungspunkte         |
| 2011/2012 | Tinne Vilhelmson Silfvén 2670 Wertungspunkte | Anja Plönzke 2610 Wertungspunkte             | Patrik Kittel 2025 Wertungspunkte            |
| 2012/2013 | Tinne Vilhelmson Silfvén 2133 Wertungspunkte | Patrik Kittel 2078 Wertungspunkte            | Isabell Werth 1574 Wertungspunkte            |
| 2013/2014 | Ulla Salzgeber 2079 Wertungspunkte           | Patrik Kittel 2043 Wertungspunkte            | Tinne Vilhelmson Silfvén 1803 Wertungspunkte |

## Medien
Die Grand Prix Kür des WDM-Riders-Ranking-Finale 2009/2010 in München sowie der restlichen Stationen der Serie im Jahr 2010 wurden jeweils in einer etwa halbstündigen Zusammenfassung (nach Abzug von Werbung 15 bis 20 Minuten Sendezeit) an einem der nachfolgenden Samstage auf Sport1 übertragen. Die Prüfungen wurden zudem zumeist vom deutschen IPTV-Sender ClipMyHorse, der zudem die Kommentatoren von Sport1 stellte, live übertragen und archiviert.
Ab Anfang 2011 übernahm Eurosport die Übertragung der Serie. Es werden rund halbstündige Aufzeichnungen der Küren im Mittwochabendprogramm gezeigt.